# Тауха
Тауха (њем. Taucha) град је у њемачкој савезној држави Саксонија. Једно је од 36 општинских средишта округа Сјеверна Саксонија. Према процјени из 2010. у граду је живјело 14.364 становника. Посједује регионалну шифру (AGS) 14730300.

## Географски и демографски подаци
Тауха се налази у савезној држави Саксонија у округу Сјеверна Саксонија. Град се налази на надморској висини од 128 метара. Површина општине износи 33,1 km². У самом граду је, према процјени из 2010. године, живјело 14.364 становника. Просјечна густина становништва износи 434 становника/km².

## Међународна сарадња
| Мјесто | Држава    | Врста сарадње | Од    |
| ------ | --------- | ------------- | ----- |
|        | Француска | партнерство   | 1992. |
| Шадрак | Француска | партнерство   | 1992. |
| Извор  |           |               |       |